# Andrea Vrana
Andrea Vrana was een Albanese edelman afkomstig uit het district Mat. Hij had de titel Kapitein van Durrës van 1261 tot 1272.
Andrea Vrana was afkomstig uit een lokale Albanese adellijke familie genaamd Vrana uit het dorp Xibër, de familie had nauwe banden met de Byzantijnen. Tijdens de Byzantijns-Normandische oorlogen gaf Manfred van Sicilië de leiding over Durrës aan Andrea Vrana door hem de titel kapitein van Durrës toe te kennen. Na de dood van Manfred in de Slag bij Benevento, weigerde Andrea Vrana aanvankelijk de gebieden te geven aan de Despotaat van Epirus en Karel I van Napels. De heerschappij van Andrea over Durrës stopte in 1272. In dat jaar kwam Albanië onder heerschappij van het Huis Anjou-Sicilië, die het Koninkrijk Albanië stichtten.